# Link PNG
Link PNG (Eigenschreibweise LinkPNG) ist eine papua-neuguineische Regionalfluggesellschaft mit Sitz in Port Moresby und Basis auf dem Flughafen Port Moresby. Sie ist eine Tochtergesellschaft der Air Niugini.
Ende Mai 2020 teilte die Fluggesellschaft eine geplante Übernahme der PNG Air mit. Dieses Vorhaben wurde aus Wettbewerbsgründen 2021 abgelehnt.

## Flugziele und Flotte
Link PNG führt von Port Moresby zahlreiche Flüge innerhalb Papua-Neuguineas durch.
Mit Stand September 2022 besteht die Flotte der Link PNG aus sechs Flugzeugen mit einem Durchschnittsalter von 27,2 Jahren:
| Flugzeugtyp             | Anzahl | bestellt | Anmerkungen | Sitzplätze (Business/Economy) |
| ----------------------- | ------ | -------- | ----------- | ----------------------------- |
| De Havilland DHC-8-300  | 2      |          | 50 (—/50)   |                               |
| De Havilland DHC-8-Q300 | 4      |          | 50 (—/50)   |                               |
| Gesamt                  | 6      | —        |             |                               |

### Ehemalige Flugzeugtypen
- De Havilland DHC-8-200
- De Havilland DHC-8-400